# 彩虹-5无人机
彩虹-5察打一体无人机，该机是中华人民共和国彩虹系列无人机家族较为先进的型号。
该机空中巡航时间可达30小时以上，起飞重量可达3.3吨，可载重量900公斤，改进型的续航能力甚至达120小时，意味着它的最大飞行距离将超过1万公里。这点在执行远程对地打击时尤其重要。“彩虹-5”能直扑3000公里外的目标，并在目标区停留足够时间(10-20小时)。总体布局类似于美国的捕食者，使用推进式动力，可携带若干空地导弹或者精确制导炸弹。头部装有大型卫星通信天线，以提供实时视频监控能力。
该机最主要的改进是机体加大，机身的体量是彩虹－4的两倍，设备舱空间增加了很多航程与载弹量增加，采用襟翼增升技术使其起飞升力提高了30%。據珠海航展的示範，該機最多可搭載十六枚空對地導引武器。

## 规格
- 机身长度：11米
- 翼展：22米
- 最大起飞重量：3.3吨
- 最大外挂重量：1.33吨
- 实用升限：10000米(涡桨发动机)[5]
- 最大航程：5000 - 7000公里，（新型号）
- 续航时间：20（任务） - 30小时（空載），50（任务） - 60小时（空載）（新型号）
- 巡航速度：220公里/时。

基本信息
- 机组：0

性能
- 续航时间：40小時，100-120小時（掛油箱）

武器

6个复合挂架，最多16枚，包括AR-1/2系列空地导弹，FT系列激光制导炸弹和GPS/INS制导精确制导炸弹。
航電

光电吊舱，可配备红外、电视、合成孔径相控阵对地雷达，综合电子战系统、电子支援系统、北斗衛星定位系統